# Delegacja Miejska

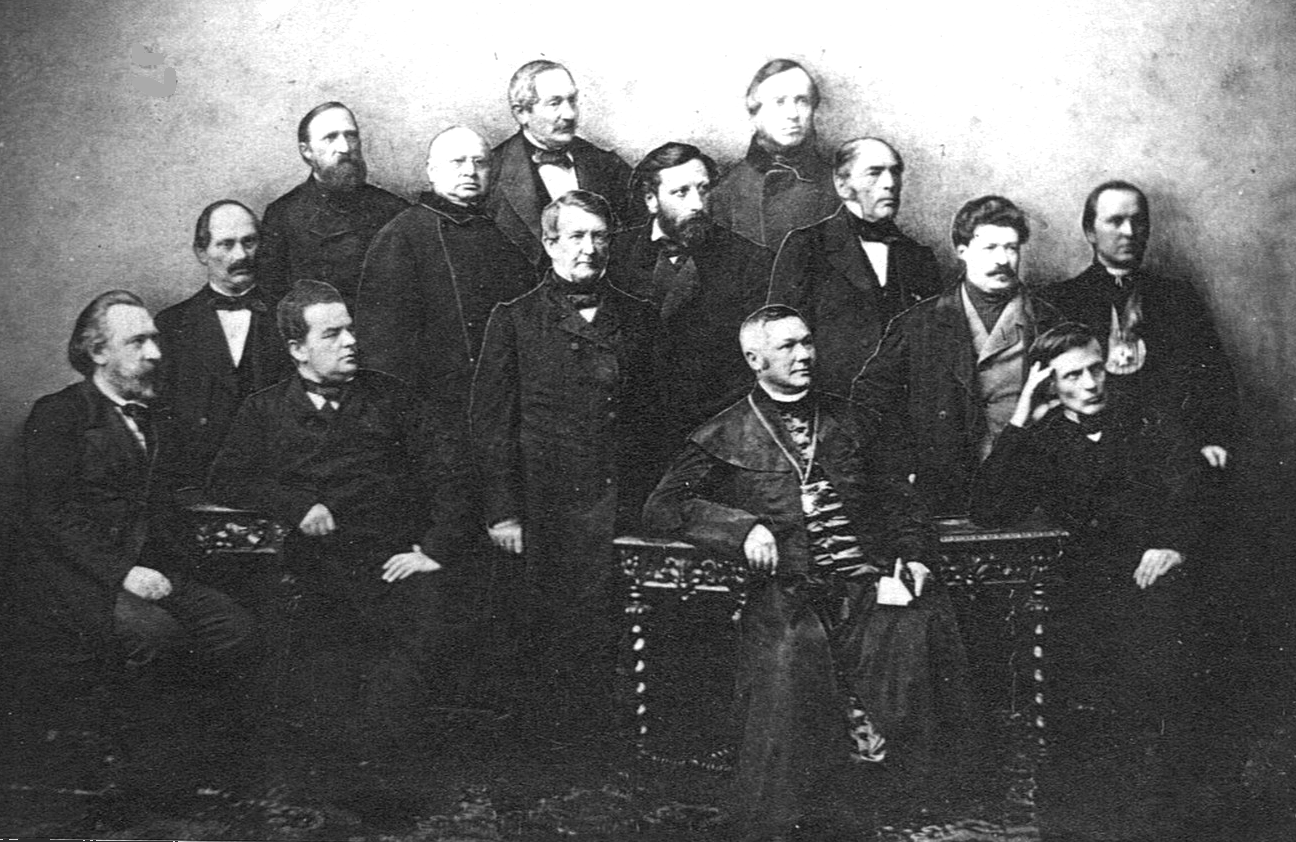
Delegacja Miejska - fotografia (fotomontaż) Karola Beyera (1861)

Delegacja Miejska – komitet powołany 27 lutego 1861 w Warszawie w celu zapewnienia spokoju publicznego po krwawym stłumieniu przez wojsko rosyjskie polskiej manifestacji patriotycznej na Krakowskim Przedmieściu.

## Historia
W jego skład weszło 14 członków, reprezentujących różne stany miasta. Byli to: bankier Leopold Kronenberg, pisarz Józef Ignacy Kraszewski, lekarz Tytus Chałubiński, fotograf Karol Beyer, kupiec Franciszek Ksawery Szlenkier, Teofil Piotrowski, bankier Mathias Rosen, dziennikarz Józef Kenig, Józef Wyszyński, Jakub Piotrowski, ksiądz Józef Stecki, szewc Stanisław Eugeniusz Hiszpański, urzędnik miejski i rządowy Jakub Walenty Lewiński i adwokat August Trzetrzewiński.
Delegacja powołała służbę porządkową, tzw. konstabli, do zadań której należało uspokojenie nastrojów i niedopuszczenie do kolejnej konfrontacji z wojskiem rosyjskim. 
28 lutego wraz z przedstawicielami Towarzystwa Rolniczego delegacja zredagowała adres do cesarza Aleksandra II, przedłożony namiestnikowi Królestwa Polskiego Michaiłowi Gorczakowowi. Głosił on, że życzenia kraju tym są gorętsze, że w rodzinie ludów europejskich on tylko jeden pozbawiony jest tych koniecznych warunków bytu, bez których żadna społeczność dojść nie może do poznania celów, dla których ją Opatrzność do życia powołała.
2 marca 1861 delegacja zapewniła spokojny przebieg pogrzebu pięciu poległych na Cmentarzu Powązkowskim. 17 marca członkowie delegacji wynegocjowali wypuszczenie większości więźniów politycznych z Cytadeli Warszawskiej. 
Komitet ten pozostawał pod nieustanną presją z jednej strony stronnictwa czerwonych, które oskarżało go o zaniechanie dążeń niepodległościowych, a z drugiej władz rosyjskich, które jego powołanie uznawały za objaw swojej chwilowej słabości. 
Wykonując polecenie cara, władze rosyjskie przemianowały delegację na Wydział Obywatelski, a 3 kwietnia formalnie ją rozwiązały. 
Okres polskiego quasi-samorządu miejskiego w Warszawie zwany był polskie czasy.